# Bagolino
Bagolino är en ort och kommun i provinsen Brescia i regionen Lombardiet i Italien. Kommunen hade 3 845 invånare (2018).